# Estnisches Rotes Kreuz

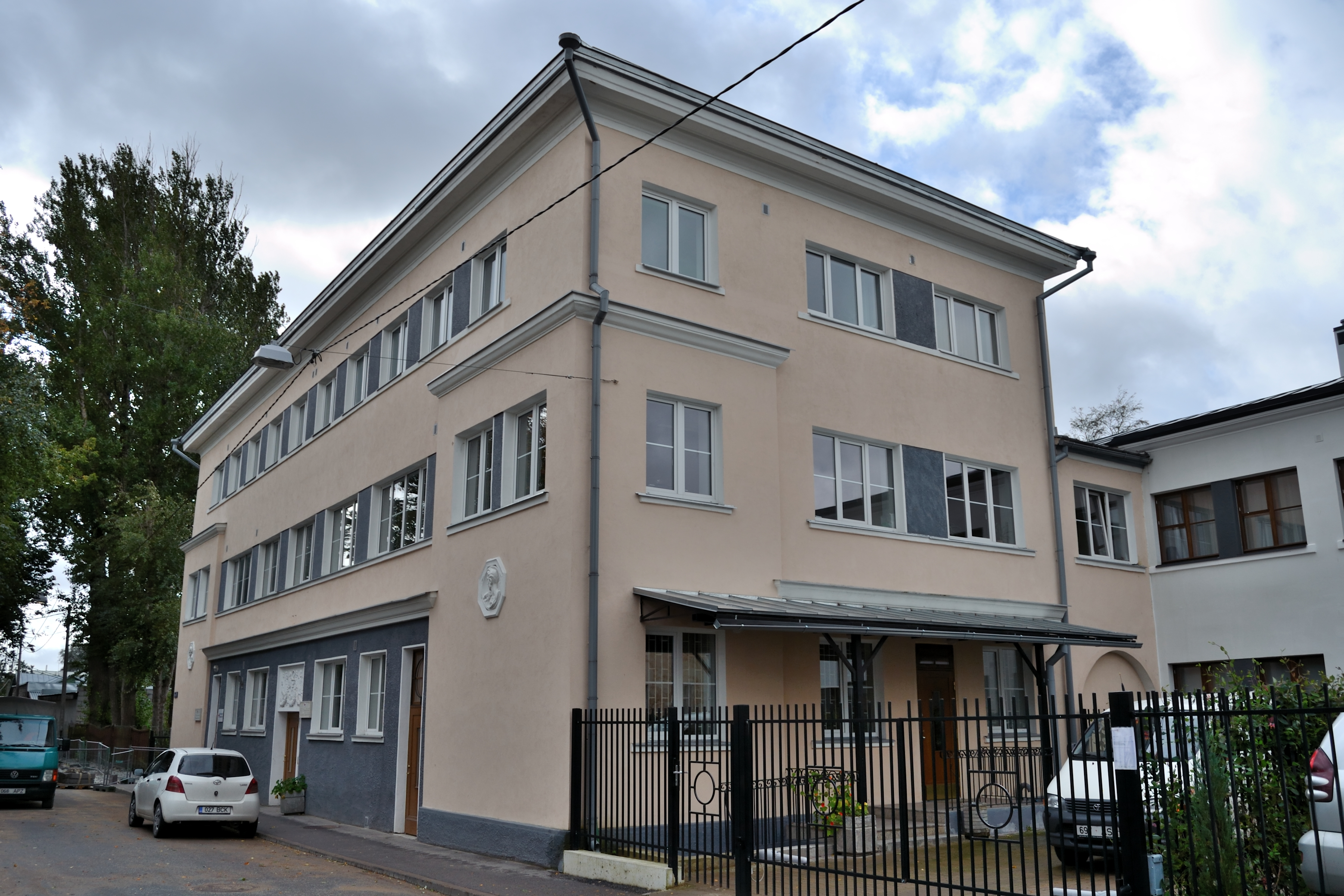
Der Hauptsitz des Estnischen Roten Kreuzes in Tallinn

Das Estnische Rote Kreuz (estnisch Eesti Punane Rist, EPR) ist die Nationale Rotkreuz-Gesellschaft in Estland nach den Genfer Abkommen und als solche Teil der Internationalen Rotkreuz- und Rothalbmond-Bewegung. Der Sitz ist in der Hauptstadt Tallinn.

## Geschichte
Das Estnische Rote Kreuz wurde am 24. Februar 1919, ein Jahr nach Erlangung der staatlichen Unabhängigkeit Estlands, gegründet. Am selben Tag erfolgte die Bestätigung der Satzung durch die estnische Regierung. Die Hauptaufgabe des Estnischen Roten Kreuzes bei seiner Gründung bestand zunächst im humanitären Einsatz während des Estnischen Freiheitskrieges (1918–1920). In der Zwischenkriegszeit erhielt das Estnische Rote Kreuz vor allem aus den Vereinigten Staaten Aufbauhilfe. Es leistete selbst Unterstützung zur Linderung der Hungersnot Anfang der 1920er Jahre in Sowjetrussland.
Die Anerkennung als nationale Hilfsgesellschaft im Sinne der Genfer Konventionen und der Statuten der Bewegung erfolgte am 25. Februar 1922 durch das Internationale Komitee vom Roten Kreuz (IKRK). Im selben Jahr wurde das Estnische Rote Kreuz Mitglied der 1919 gegründeten Liga der Rotkreuz-Gesellschaften, der heutigen Internationalen Föderation der Rotkreuz- und Rothalbmond-Gesellschaften.
Von 1919 bis zur sowjetischen Besetzung Estlands 1940 war der Frauenarzt Hans Leesment (1873–1944) Präsident des Estnischen Roten Kreuzes. Seit 1921 verleiht das Estnische Rote Kreuz einen eigenen estnischen Rotkreuz-Verdienstorden (heute Eesti Punase Risti teenetemärk) an Esten und Ausländer für die humanitäre Unterstützung des estnischen Volkes oder für die Rettung von Menschenleben.
Mit der sowjetischen Besetzung Estlands wurde das Estnische Rote Kreuz liquidiert und in das Sowjetische Rote Kreuz eingegliedert. Unmittelbar nach Wiedererlangung der estnischen Selbständigkeit wurde es am 17. September 1991 wiedergegründet.

## Organisation
Das Estnische Rote Kreuz ist ein rechtsfähiger Verein nach estnischem Privatrecht. Es hat seinen Sitz in Tallinn.
Das oberste beschließende Organ ist die Generalversammlung (kongress). Exekutiv ist der von der Generalversammlung gewählte Vorstand (peavalitsus) tätig, dem unter anderem der Präsident des Estnischen Roten Kreuzes angehört. Als konsultatives Gremium fungiert ein Hauptausschuss (peakomitee). Eine Geschäftsstelle (keskbüroo) unterstützt die Arbeit der Organe und führt deren Beschlüsse aus. Die Geschäftsstelle wird von einem hauptamtlichen Generalsekretär (peasekretär) geleitet. In den Landkreisen und Städten können eigene Rotkreuz-Vereine gegründet werden. Sie bedürfen der Bestätigung des Vorstands des Estnischen Roten Kreuzes.
Präsident ist der ehemalige Chefarzt Hillar Kalda. Gegenwärtige Generalsekretärin ist Riina Käbi. Sie erhielt für ihren Einsatz um die Stiftung „Erinnerung, Verantwortung und Zukunft“ im April 2007 das Bundesverdienstkreuz verliehen.

## Aktivitäten
Die derzeitigen Aktivitäten des Estnischen Roten Kreuzes konzentrieren sich auf gesundheitsbezogene und soziale Leistungen sowie auf die Weiterentwicklung der Organisation, einschließlich einer Erhöhung der Mitgliederzahl und einer Verbesserung der Ausstattung und Ausbildung auf lokaler und regionaler Ebene.
Das Estnische Rote Kreuz ist darüber hinaus im Katastrophenschutz sowie in der Erste-Hilfe-Ausbildung tätig. In Tallinn und Paldiski betreibt es Suppenküchen für sozial Bedürftige.
Auf internationaler Ebene arbeitet die Organisation mit dem IKRK und der Föderation in einer Reihe von Hilfsprojekten zusammen. Unter anderem leistete das Estnische Rote Kreuz humanitäre Hilfe in Georgien, Tschetschenien und Afghanistan.